# ماريو مارتين
ماريو مارتين (بالإسبانية: Mario Martín) (مواليد 4 مارس 2004) هو لاعب كرة قدم اسباني، يلعب في مركز خط الوسط مع نادي خيتافي مُعارًا من ريال مدريد.

## الإنجازات
ريال مدريد
- كأس الملك: 2022–23[3]
- كأس السوبر الإسباني: 2023–24[4]
- دوري أبطال أوروبا: 2023–24[5]
- كأس العالم للأندية: 2022[6]

## وصلات خارجية
لا توجد روابط لمواقع التواصل الاجتماعي.

- ماريو مارتين على موقع الاتحاد الأوربي (الإنجليزية)
- ماريو مارتين على موقع قاعدة بيانات كرة القدم.إي يو (الإنجليزية)
- ماريو مارتين على موقع Soccerway.com (الإنجليزية)
- ماريو مارتين على موقع عالم كرة القدم.نت (الإنجليزية)